# 首陽線
首陽線（朝鲜语：／ Suyang sŏn */?）是朝鮮民主主義人民共和國的一條鐵道線路，站點為平安南道的首陽站到望日里站。

## 路线概况
- 距离：10.2km
- 车站数：2
- 轨距：1435mm
- 电气化区间：直流3kV
- 复线区间：无